# William Banting
William Banting (ur. 1797, zm. 16 marca 1878) – angielski przedsiębiorca pogrzebowy; popularyzował dietę odchudzającą na bazie ograniczonego spożycia węglowodanów; w 1863 roku wydał broszurę Listy o otyłości (ang. Letter on Corpulence Addressed to Public), w której jako pierwszy przedstawił komercyjną dietę odchudzającą. Dieta ta zakładała rezygnację ze spożywania pieczywa, masła, mleka, cukru, piwa oraz ziemniaków.

## Życiorys
William Banting urodził się w Londynie w 1797 roku. Należał do wyższej klasy średniej. Prowadził rodzinne przedsiębiorstwo pogrzebowe, które przez pięć pokoleń zajmowało się organizacją pogrzebów państwowych i królewskich (do 1928 roku), m.in. admirała Nelsona, królów Jerzego III Hanowerskiego, Jerzego IV Hanowerskiego i Wilhelma IV Hanowerskiego.
Banting ożenił się i zamieszkał ze swoją żoną Mary Ann w Kensington. Miał ośmioro dzieci: dwóch synów i sześć córek. Gdy miał 30 lat, zaczął tyć. W wieku 60 lat jego waga (92 kg) była nieproporcjonalna do niskiego wzrostu (1,65 m). Przez otyłość nie mógł sznurować butów i musiał tyłem wchodzić po schodach.
W roku 1862 uskarżający się na postępującą głuchotę Banting zgłosił się po poradę do chirurga Williama Harveya praktykującego w Royal Dispensary for Diseases of the Ear, który doszedł do wniosku, że problemy ze słuchem powoduje otyłość pacjenta. Harvey zalecił Bantingowi dietę wykluczającą z jadłospisu węglowodany. Dzięki tej diecie Banting schudł 30 kilogramów, co przy wzroście 165 cm stanowiło ogromną różnicę.

### Dieta Bantinga
W 1863 roku Banting jako pierwszy opublikował komercyjną dietę odchudzającą, wydając broszurę Listy o otyłości (ang. Letter on Corpulence Addressed to Public), reklamującą dietę zaleconą mu przez Harveya. Dieta zakładała rezygnację ze spożywania pieczywa, masła, mleka, cukru, piwa oraz ziemniaków.
Broszura Bantinga cieszyła się szerokim zainteresowaniem, doczekała się pięciu wydań i 63 000 sprzedanych egzemplarzy w samej Wielkiej Brytanii. Nazwisko jej autora stało się synonimem odchudzania, dając początek nowym słowom w języku angielskim, czasownikowi to bant i rzeczownikowi bantingism. Do 1963 roku słownik Concise Oxford Dictionary definiował banting i to bant jako leczenie otyłości poprzez powstrzymywanie się od spożywania cukru i skrobi. Ani Banting, ani Harvey nie byli nastawieni na zysk czy rozgłos dzięki publikacji diety. W pierwszych czterech wydaniach Banting w ogóle nie wymieniał nazwiska Harveya, a wszystkie dochody ze sprzedaży broszury przekazał na cele charytatywne.
Broszura Bantinga spotkała się z krytycznym przyjęciem w kręgach medycznych z uwagi na brak wykształcenia lekarskiego autora. Czasopismo fachowe "The Lancet" radziło, by tacy jak Banting nie wtrącali się do literatury medycznej i zajmowali się własnymi sprawami.

## Publikacje
- William Banting: Letter on Corpulence Addressed to Public. 1863 (wydanie pierwsze). (ang.). Brak numerów stron w książce